# Galería General Güemes
La Galería Güemes, también conocida como Pasaje Güemes, es un edificio de estilo art nouveau que posee un pasaje peatonal interior que une las calles Florida y San Martín, de 116 metros de extensión, con locales comerciales en dos niveles. Se encuentra en pleno centro de la ciudad de Buenos Aires, Argentina y es el primer edificio de dicho país construido íntegramente en hormigón armado y también es considerado por muchos como su primer rascacielos.
Se inauguró el 15 de diciembre de 1915 y su nombre recuerda al general Martín Miguel de Güemes, héroe de la Guerra de la Independencia Argentina y conductor de la llamada guerra gaucha.

## Historia

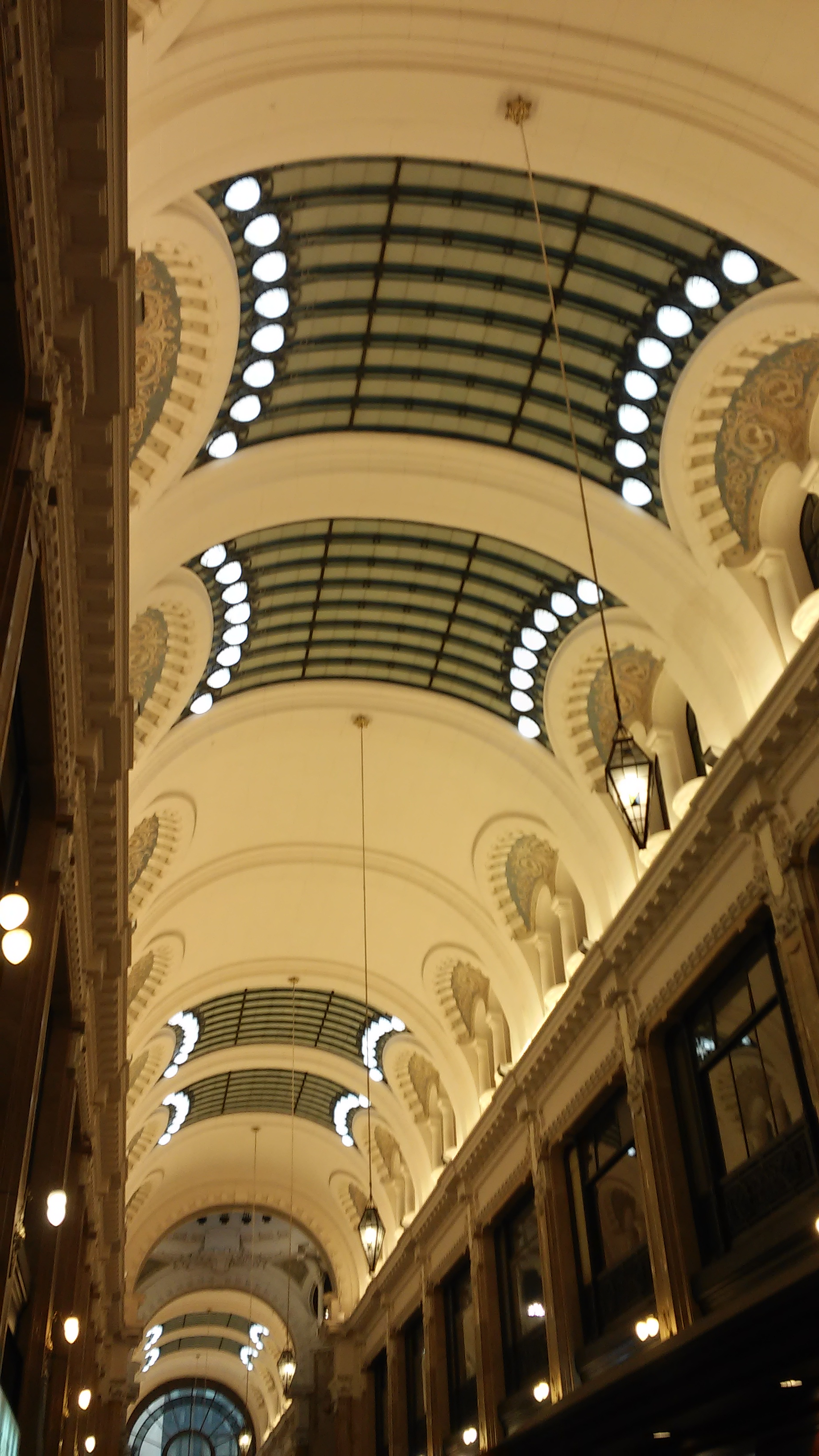
Bóveda de la galería

Hacia la década de 1910 Florida era una de las calles con más movimiento comercial de Buenos Aires, y peatonal 10 horas al día. Sobre ella se habían edificado casas de clase alta en las últimas décadas del siglo XIX. En Catedral n.º 74 (actual San Martín, calle paralela inmediata al este de Florida) en un terreno que había pertenecido al general Ángel Pacheco, se iba a construir una galería que se iba a llamar "Galería Pacheco".
A su vez, al poco tiempo de iniciadas las obras, en el solar de la calle Florida 150, se encontraba desde 1830 una casa de altos  (como se llamaba a las construcciones con un piso de altura) que adquirieron los salteños Emilio San Miguel y David Ovejero. Estos compraron el terreno de Catedral 74, en el cual ya se habían iniciado obras y en esos terrenos planearon la edificación de un rascacielos, cuyo concurso de diseño ganó en septiembre de 1912 el italiano Francesco Gianotti, que había construido el Pabellón Italiano de la Exposición del Centenario en 1910, diseñado por su colega Gaetano Moretti.
El plan de San Miguel y Ovejero contemplaba un rascacielos de 80 metros de altura desde el nivel de la calle (tres subsuelos, un cuerpo macizo de seis pisos y otros ocho que se elevan en dos alas junto a una torre con faro) lo cual superaba con creces el límite de altura permitido por el código de edificación de Buenos Aires, y la construcción de una sala de espectáculos en el subsuelo, lo cual estaba prohibido. Por lo tanto, el intendente municipal Joaquín de Anchorena tuvo que recomendar al Concejo Deliberante la aprobación de los planos, considerando la construcción como "un exponente del adelanto arquitectónico del municipio", y alegando que "facilitaría el desenvolvimiento del tránsito de peatones en esa zona de gran densidad".
Como condicionamiento se propuso la apertura de un pasaje peatonal de uso semipúblico, que atravesara el edificio, por lo cual fue necesario adquirir el terreno con salida al otro extremo de la manzana, propiedad del Banco Supervielle, sobre el actual solar en calle San Martín n.º 172. El banco se sumó al proyecto y quedó determinado que ambas construcciones debían representar una unidad. De esta manera, el terreno total medía, sobre Florida, 29 metros de frente por 58 de fondo, y más una fracción sobre San Martín de 20 m de frente y 58 m de fondo.
Para construirlo se prefirió utilizar cemento armado y se colocaron puertas de amianto y acero en los lugares en que las puertas comunican con las escaleras, entre otras razones porque estaba aún fresco en la memoria de los porteños el incendio que destruyó a la enorme tienda "A la Ciudad de Londres", en la avenida de Mayo, en agosto de 1910.
Las obras comenzaron el 10 de marzo de 1913 y se desarrollaron con gran rapidez, a pesar del hundimiento del barco mercante italiano que transportaba los mármoles decorativos de la galería junto con el mecanismo del faro que había planeado para la cúpula por parte de un submarino alemán, durante el desarrollo de la Primera Guerra Mundial. En 32 meses los trabajos a cargo de la Compañía General de Obras Públicas (GEOPÉ) fueron concluidos con un costo de 15 millones de pesos fuertes, y el 15 de diciembre de 1915 se inauguró con el nombre de Galería General Güemes, en honor al caudillo del norte argentino Martín Miguel de Güemes. Asistieron al acto (a cargo del Círculo de la Prensa) el presidente Victorino de la Plaza, el Intendente de la Ciudad, doctor Gramajo, el doctor Indalecio Gómez, el general José Félix Uriburu y los nietos de Güemes, Adolfo y Domingo. El escritor Ricardo Rojas pronunció una conferencia en la que destacó la personalidad del caudillo salteño.
En sus inicios contaba con 350 oficinas, 70 departamentos de lujo, dos restaurantes (uno en el piso 14º), un teatro de mediano tamaño con palcos con un cabaret o sector bailable en el subsuelo, confiterías, bares, peluquerías, casa de cambio, etc. Catorce ascensores modernos permitían elevarse a la velocidad de dos metros y medio por segundo. El pasaje entre las calles Florida y San Martín posee dos halls de 20 metros de alto por 12 de diámetro, con una cúpula circular. Gianotti había traído, desde la fábrica que su hermano poseía en Milán, pilastras de mármol Boticcino, y las 36 vidrieras con carpintería de bronce símil oro, los frentes, y las cabinas de los ascensores, las luminarias, y las cúpulas de hierro de los halls, entre otras cosas.
Se le instaló la más moderna infraestructura contra incendios de entonces, calefacción central, tableros eléctricos sectorizados y servicios centrales de agua caliente.
Su altura es de cerca de 80 metros en su parte central, sin contar la torre, con la que se llega a 87 metros, con lo cual le disputó por muchos años el primer puesto de rascacielos de Buenos Aires al edificio de la Oficina de Ajustes de los Ferrocarriles.
En 1928 la mayor parte de las acciones fueron adquiridas por Martin Tow, dueño de la que fue una famosa casa Tow de artículos de hombres.
El arquitecto Fabio Grementieri describió a la Galería Güemes como:

un edificio multifuncional, a la manera de un microcosmos urbano de carácter futurista, suerte de nave autosuficiente que incluía un teatro, un cabaret, dos restaurantes, pisos de vivienda y de oficina, galería con locales comerciales y terraza-mirador; todo ello servido por alardes técnicos inusitados para Buenos Aires.

Esta obra arquitectónico, era una típica muestra del art nouveau tardío, y manierista que utilizaba Gianotti, mezclado con el estilo bizantino, con utilización de esculturas de bronce, mármol, y luminarias modernistas. todo controlado por proporciones implacablemente clásicas. 
Pasado los años, en 1947, el edificio fue adquirido por los hermanos Diaberkirian, quienes pusieron en marcha una reconstrucción del mismo, reversionando sus usos, a raíz de la presión inmobiliaria, e incluso cambios en cuanto a su lenguaje, realizando así, modificaciones en su fachada principal, así fue como en 1960, el estudio Miglia y asociados incorporaron 600 m² para oficinas ubicadas debajo de la bóveda del lado de la calle florida.
Finalmente en 1997, los hermanos Diaberkirian venderían estas acciones a un grupo bancario.

### Teatro
Esta galería, en su subsuelo contenía un teatro, el más elegante de la zona, este contaba con butacas montadas sobre una losa de hormigón armado, que, a su vez, tenía apoyo pivotante capaz de cambiar la pendiente de la sala, el conjunto daba una impresión futurista, allí se estrenaron obras de distinguidos autores argentinos. 
El teatro florida, con capacidad para 300 personas, fue reinaugurado hace pocos años, y en la actualidad es un espacio ideal para llevar a cabo congresos, convenciones, conferencias, etc. 
Además, este teatro ofrece dos shows en simultáneo todas las noches en sus salones, uno inspirado en Astor Piazzolla y otro en Carlos Gardel. Cada espectáculo con una duración de 90 minutos de música en vivo, dos cantantes en escena y tres parejas de baile acompañado de cena de tres pasos y bebidas libres.

### Incendios
En 1967, se produjo el primer incendio, que destruyó todo desde la entrada hasta la primera cúpula del hall central. las reparaciones que llevaron a cabo luego de este incidente, se realizaron sin conservar el estilo ni la decoración originales, otorgándole a la construcción unas líneas rígidas que desentonan con el conjunto. El mayor conflicto se plantea a la hora de reconstruir la fachada sobre Florida, ya que en esa época la arquitectura del pasado no se tenía en cuenta.
El 10 de septiembre de 1971 un incendio azotó el frente de la Galería Güemes, donde existía una camisería llamada El Cisne, causando serios daños a su estructura e interiores. El frente de la calle Florida quedó destruido, y fue diseñada una nueva fachada de estilo moderno, con un muro cortina de vidrio, rompiendo el aspecto y la integridad del edificio original. También se aprovechó para construir un entrepiso.

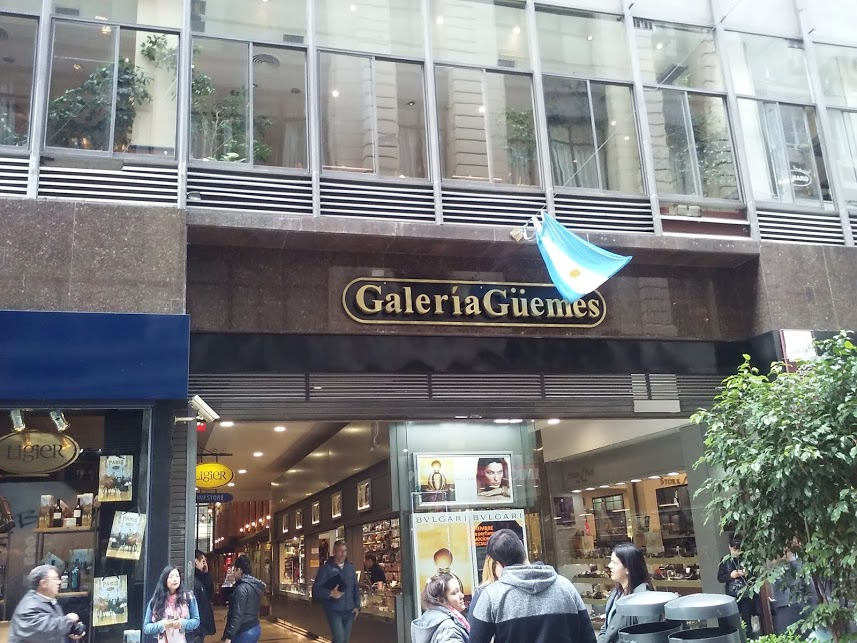
Entrada por Florida, reconstruida después del incendio

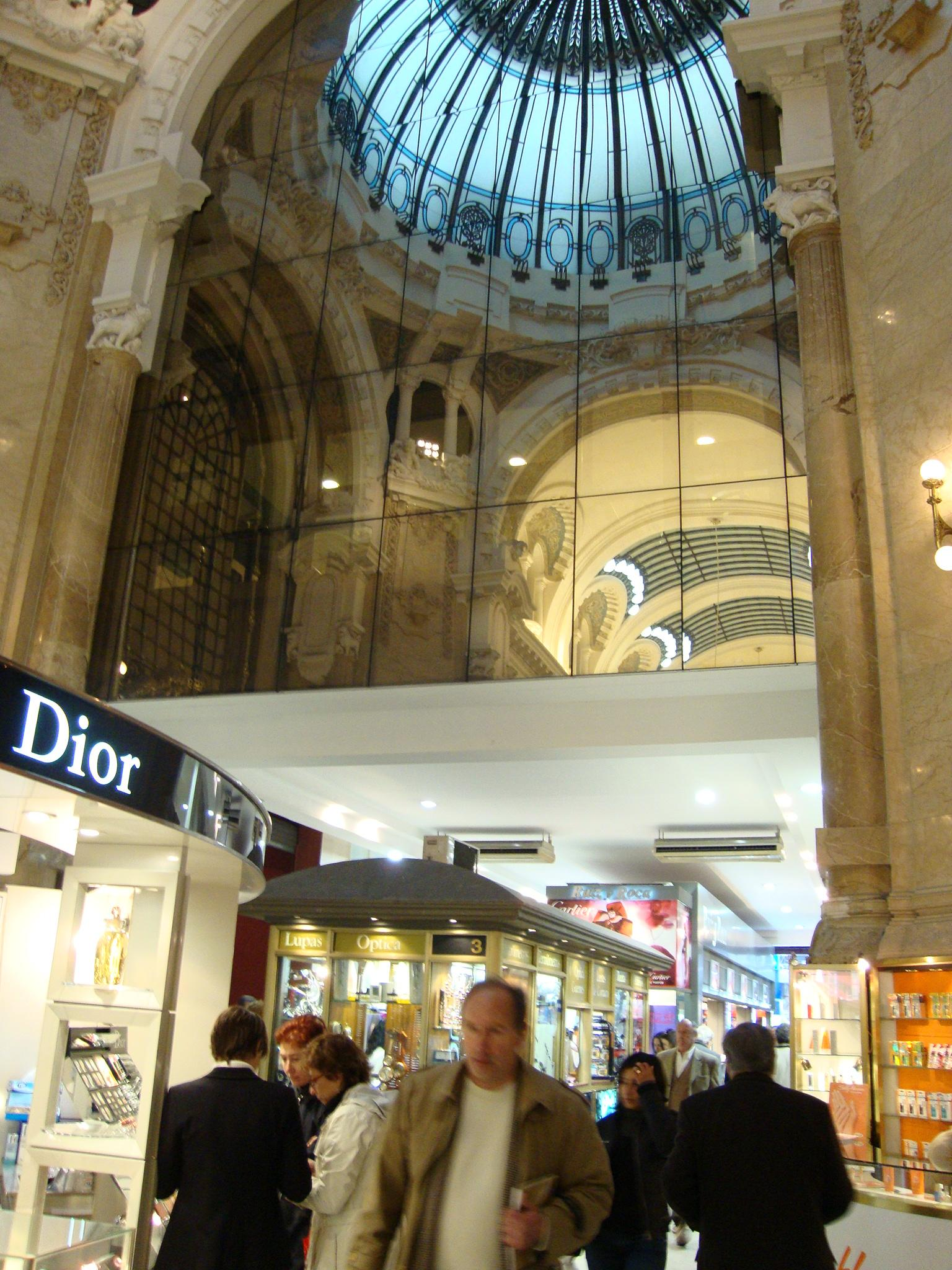
Transición a la parte nueva.

### Recuperación
Luego de años de decadencia y pérdida de valor, la administración de la Galería Güemes decidió encarar trabajos de restauración del edificio, encargados al estudio del arquitecto Reinaldo Lemos en 2004. Se descubrieron las claraboyas, que estaban tapiadas con hormigón, se recuperaron pinturas murales y se llevaron adelante trabajos de enlucido de los bronces. En 2008, las obras generales fueron concluidas. La restauración finalizó con la instalación del complejo Astor Piazzolla.
En 1987 la Galería fue reconocida por el Museo de la Ciudad como "Testimonio vivo de la memoria ciudadana".
En abril de 2010, fue abierto al público el mirador de la Galería Güemes, permitiendo a los visitantes una vista en 360 grados de las alturas de Buenos Aires.
En julio de 2011 se restauró parte de la fachada a la calle San Martín. Con un plan original de 50 días de trabajo, el proyecto comprendió el hidrolavado general del frente, la reubicación de estatuas de bronce que habían sido removidas, la restauración de columnas de mármol y la reconstrucción de molduras faltantes.
Gracias al éxito de las visitas al mirador del edificio, en 2013 la administración de la Galería Güemes decidió definitivamente restaurarlo por completo, y encargó a la empresa Dölfer la tarea. Para octubre de ese año, estaba lista e inaugurada la renovación de la torreta, cuya cúpula está hecha en acero y revestida en cobre.
Este edificio, fue en principios, el primer rascacielos de Buenos Aires, y luego de los incidentes ya mencionados, hoy pasa desapercibido frente a las torres que inundan la ciudad, al igual que su entrada, la cual se pierde entre los negocios que se multiplican a esa altura, una vez dentro del edificio, las sensaciones pasan a ser totalmente contrarias. 
En la actualidad, galería Güemes, contiene 24 locales comerciales, 300 oficinas, 14 góndolas, y 4 ochavas. Se calcula que a diario aproximadamente 25 mil personas recorren la misma, y se espera que junto a la apertura del mirador, este número ascienda.
"La vista al mirador esta integrada a un circuito cultural de la galería, con la intención de recuperar el patrimonio vivo" por ello aspiran a instalar una galería de arte y organizar actividades literarias.

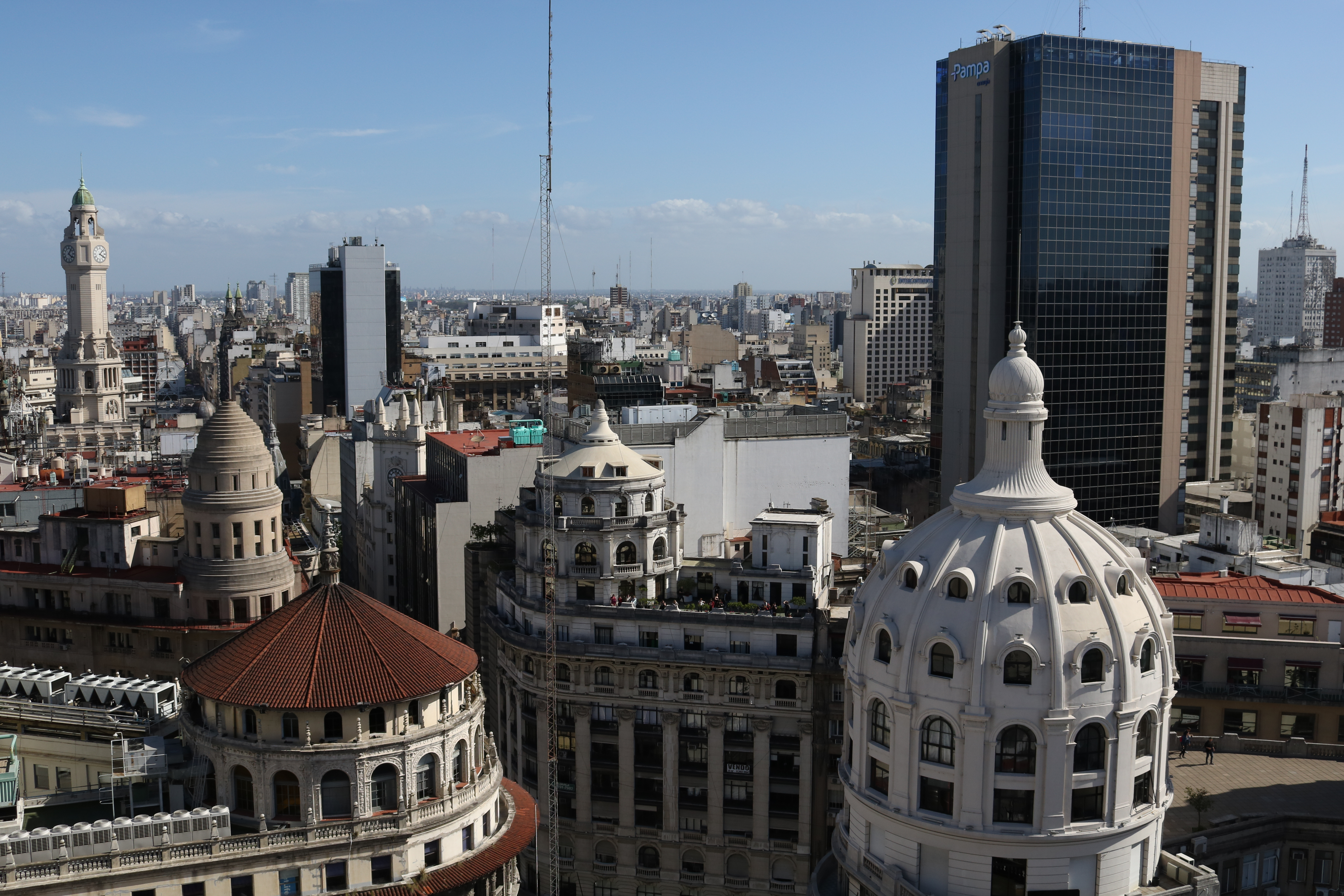
Vista desde el mirador

## Fotos

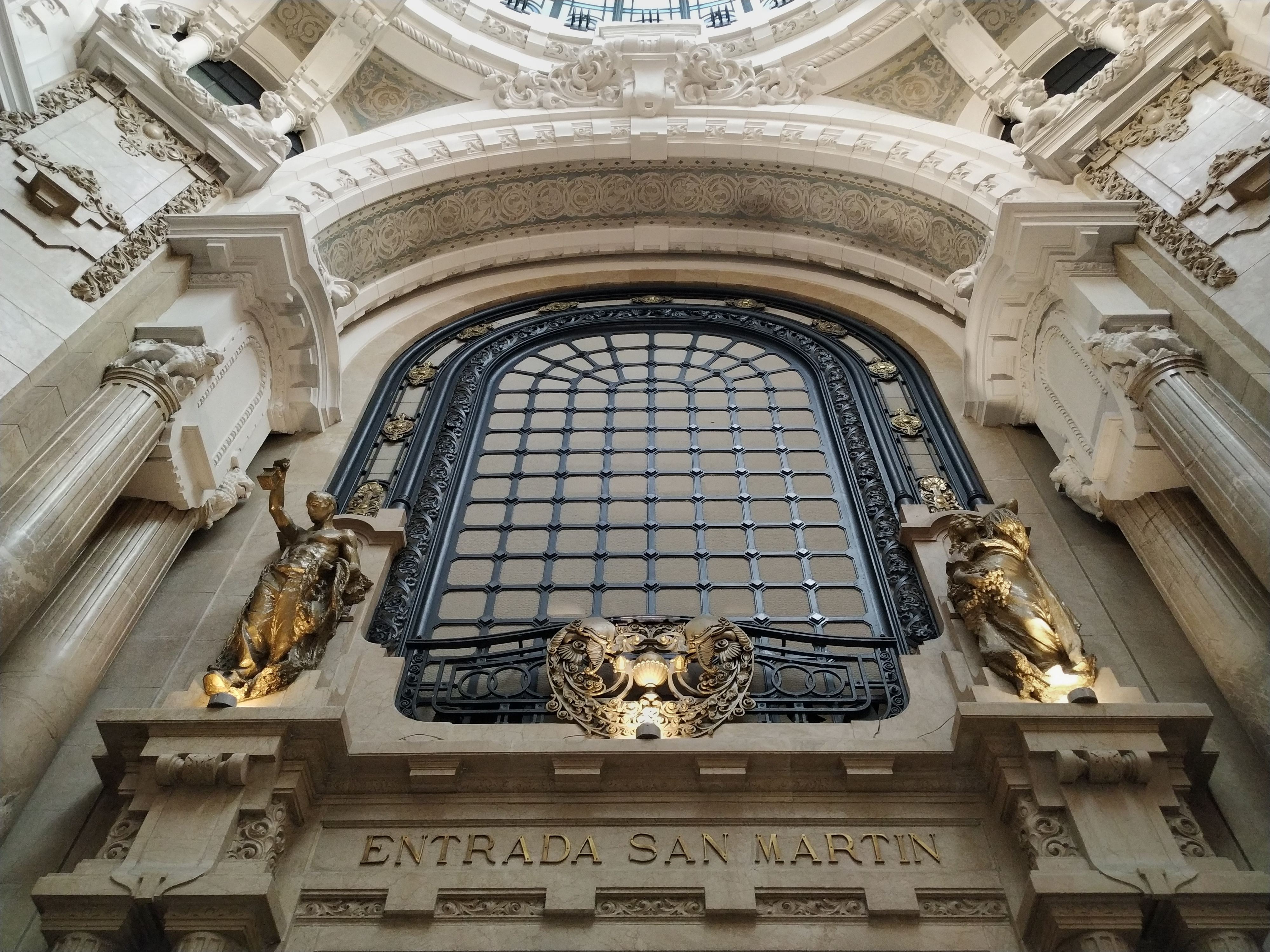
Entrada San Martin con imágenes de dioses romanos y pavos reales.

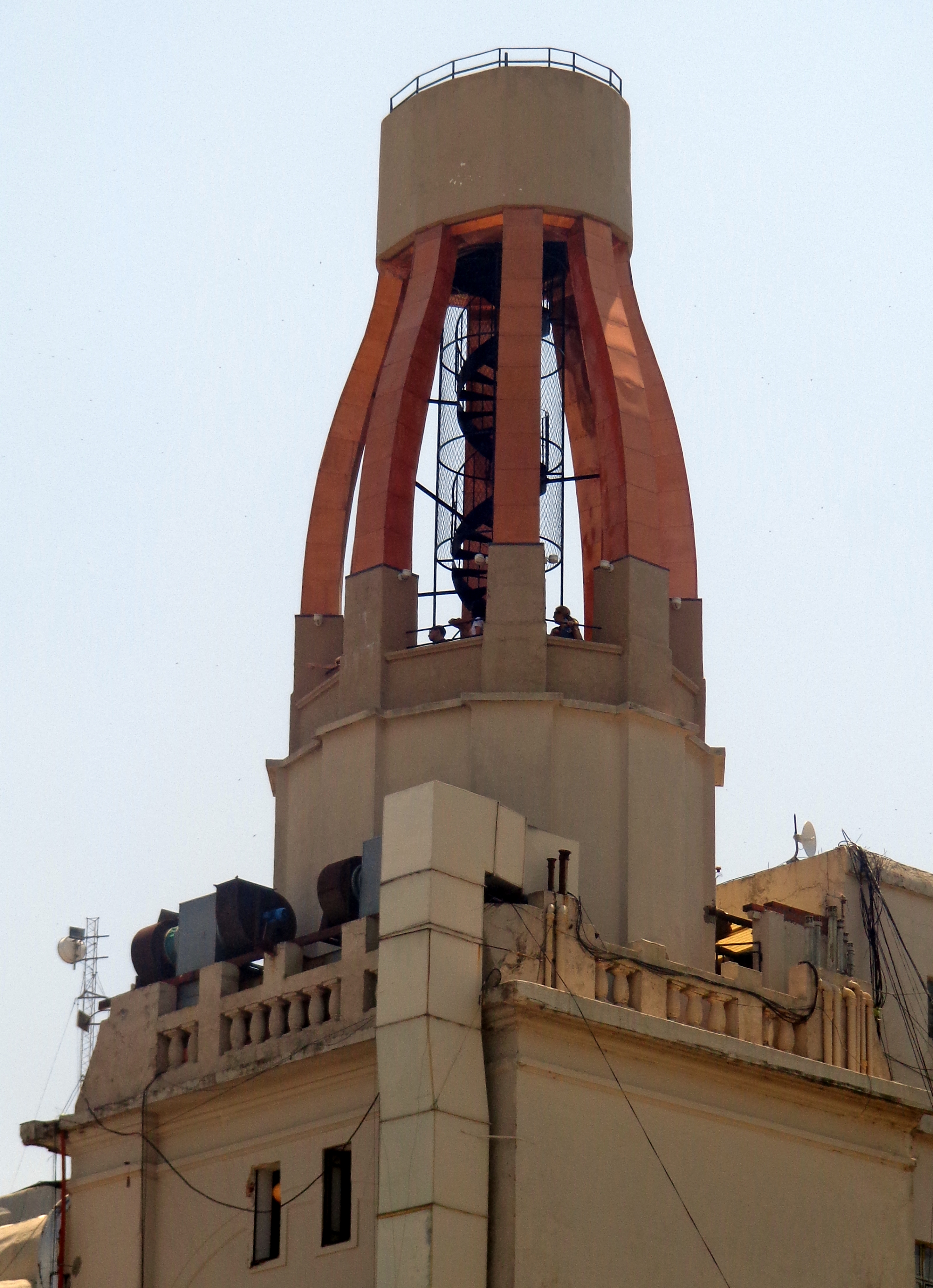
Torreta con mirador, hecha en acero y revestida en cobre

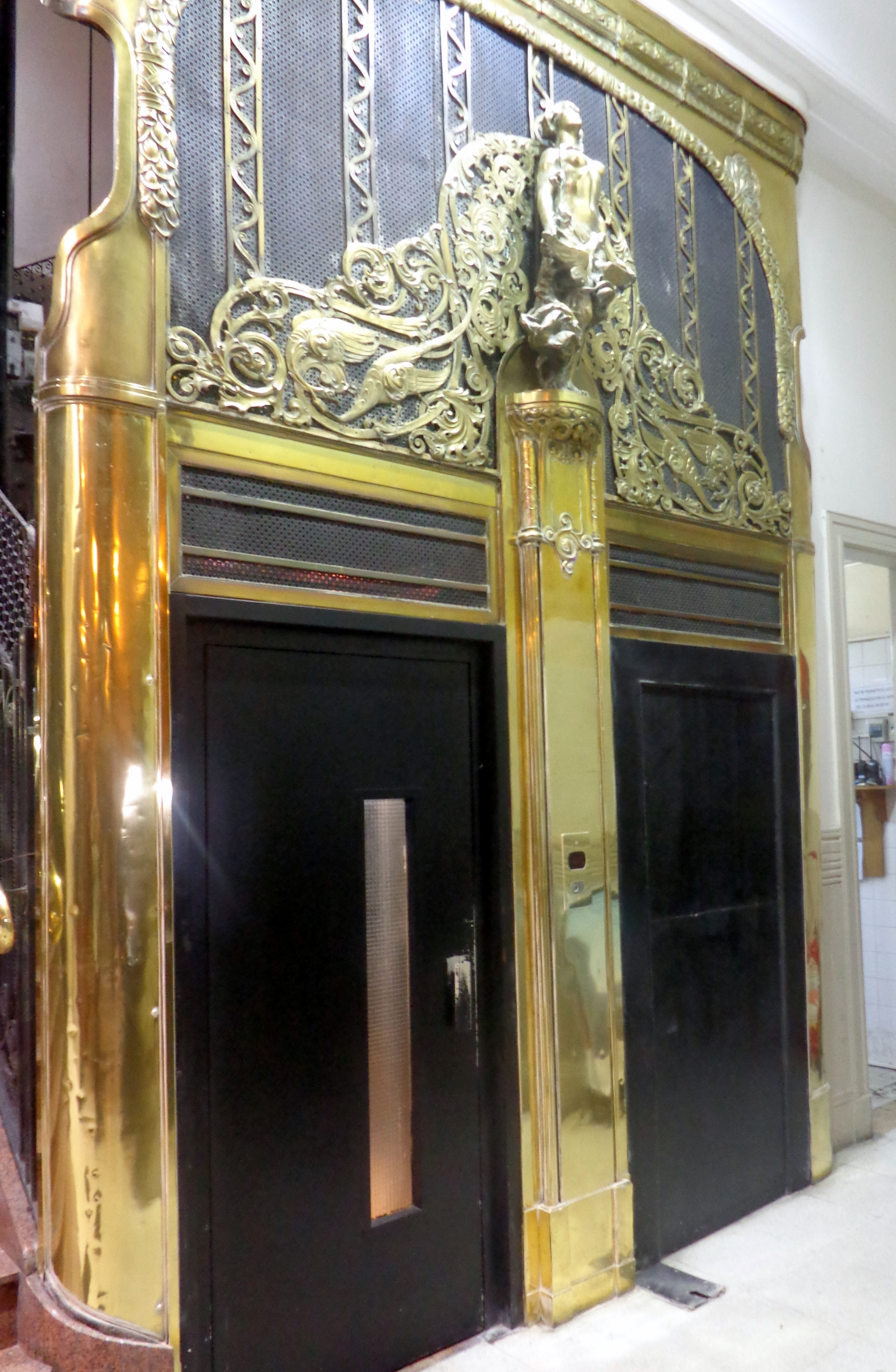
Entrada en planta baja a uno de los ascensores.

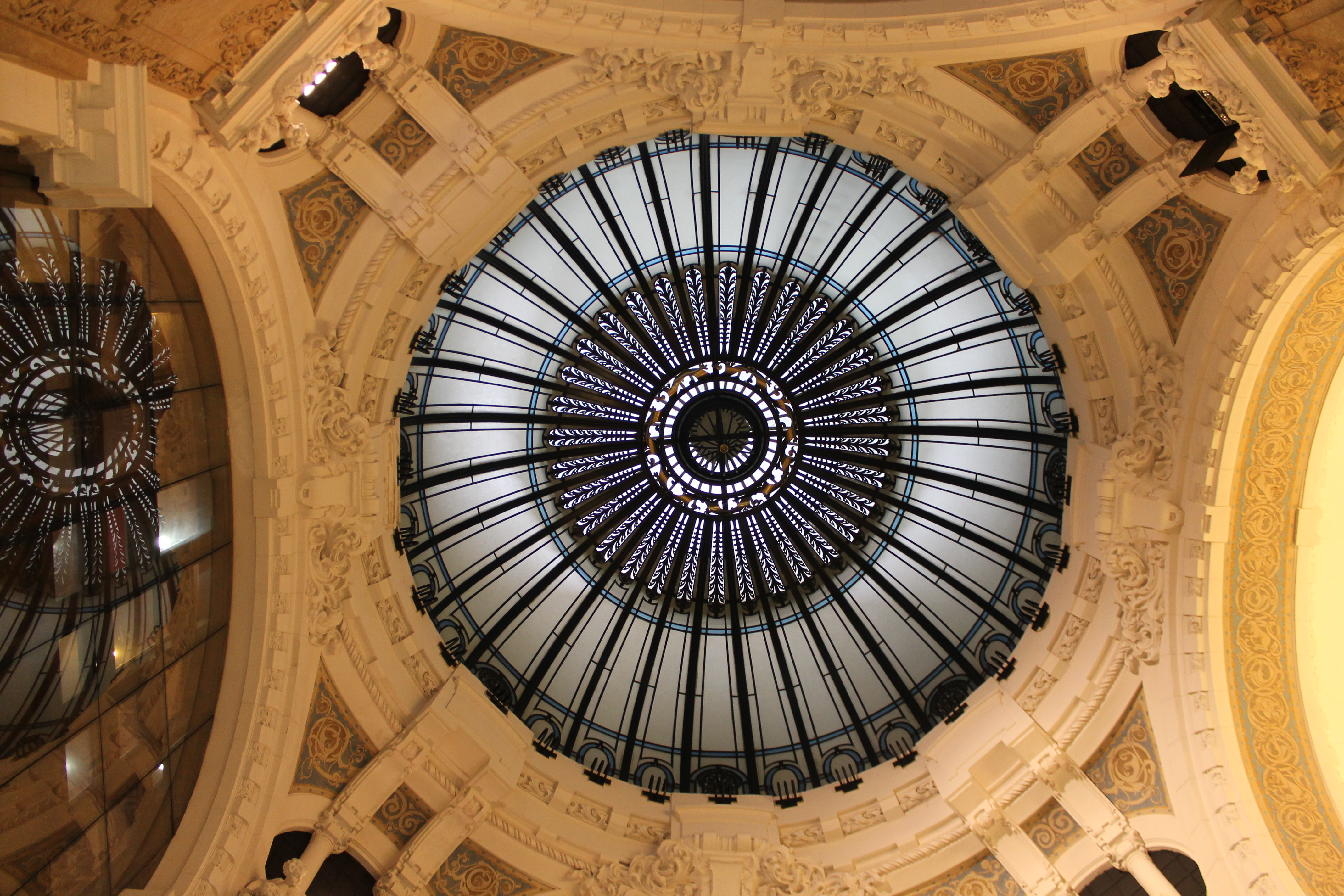
Cúpula oeste.

## Personajes destacados
- Uno de los personajes destacados que vivió en un departamento en el sexto piso de la calle San Martín, fue el escritor y aviador Antoine de Saint-Exupéry, que escribió allí su libro Vuelo nocturno. Como curiosidad, mantuvo como mascota a un cachorro de foca, que vivía instalado en la bañera de la habitación.[14]
- Julio Cortázar solía recorrerla, y en su cuento El otro cielo la enlazó con la Galería Vivienne de París.
- En el teatro que funcionaba en el subsuelo cantó Carlos Gardel, el 27 de febrero de 1917, y también actuó Pepe Biondi.
- Juan Carlos Thorry empezó en forma casual a cantar tangos en ella.[3]
- En la terraza tuvo su estudio el pintor Juan Carlos Lamela.[3]